# John Wayne Gacy
John Wayne Gacy (Chicago, 17 marzo 1942 – Crest Hill, 10 maggio 1994) è stato un serial killer statunitense.
Soprannominato il "Killer Clown", ha rapito, torturato, sodomizzato e ucciso 33 vittime, tutte adolescenti e di sesso maschile, 29 delle quali seppellite sotto la sua abitazione o ammassate in cantina (una nelle fondamenta del barbecue in giardino), dal 1972 fino alla sua cattura avvenuta nel 1978, in seguito alle indagini sulla scomparsa di Robert Piest, la sua ultima vittima. 
Il nome con cui è diventato noto deriva dal fatto di aver intrattenuto i bambini durante alcune feste con costume e trucco da clown facendosi chiamare Pogo il Clown. Pochi sospettavano che fosse segretamente bisessuale, perché era sposato; inoltre era un tipo socievole e pareva quindi insospettabile agli occhi dei concittadini. Alla conclusione del processo venne condannato a morte e giustiziato, dopo 14 anni di detenzione nel "braccio della morte", tramite iniezione letale nel 1994.
Le perizie psichiatriche effettuate su di lui dimostrarono (come per molti serial killer "organizzati") una notevole intelligenza; all'esame dei periti risultarono vari disturbi della personalità (disturbo istrionico di personalità, disturbo narcisistico, disturbo antisociale) correlati con il sadismo. Alla sua morte lasciò un discreto numero di disegni raffiguranti pagliacci ora parte di collezioni private. La vicenda e gli omicidi di Gacy contribuirono ad alimentare la paura del "pagliaccio malefico" nell'immaginario popolare. Dalla sua storia è stato tratto il film biografico Gacy, prodotto nel 2003.

## Biografia

### Gioventù
John Wayne Gacy nacque a Chicago martedì 17 marzo 1942, secondogenito dei tre figli di John Stanley Gacy (1900-1969) e Marion Elaine Robinson (1908-1989). La sua vita fu sconvolta da traumatici e significativi eventi accaduti nel corso della sua infanzia: da piccolo, John era un bambino sovrappeso che subiva continue molestie fisiche e psicologiche da parte del padre alcolizzato, di cui ricercava morbosamente l'approvazione, senza riceverla se non raramente. Uno dei suoi primi ricordi era quello di quando, all'età di 4 anni, il padre lo picchiò a lungo con una cinghia di cuoio perché aveva smontato involontariamente un macchinario che il padre stava assemblando. Veniva inoltre regolarmente ridicolizzato dal padre e confrontato con le sorelle, ritenute molto superiori, dato che egli era considerato "stupido, grasso ed effeminato". Nel 1949, il padre di John lo frustò con una coramella dopo averlo sorpreso a scambiarsi effusioni in pubblico con un altro ragazzo e una giovane prostituta. All'età di nove anni, Gacy fu molestato sessualmente da un amico di famiglia: John non raccontò mai ai genitori quanto era successo, per non incappare nell'ira del padre.
A 11 anni, John sbatté violentemente la testa cadendo dall'altalena sulla quale stava giocando: l'incidente gli causò un forte ematoma cranico che non venne diagnosticato fino a quando il ragazzo non compì 16 anni di età. Nel tempo intercorso tra il trauma e la diagnosi, Gacy soffrì spesso di forti mal di testa e di perdita temporanea della memoria. Il ristagno di sangue venne rimosso chirurgicamente. A 17 anni gli venne diagnosticata anche un'insufficienza cardiaca che Gacy si sarebbe portato dietro tutta la vita. A 18 anni, Gacy incominciò a interessarsi alla politica, lavorando come assistente del candidato del Partito Democratico del suo quartiere.
Lo stesso anno John divenne membro del Partito Democratico e si candidò alle elezioni comunali. Nel marzo 1964, dopo essersi laureato in economia e commercio e aver incominciato a lavorare come direttore di un negozio di scarpe a Springfield, Gacy cominciò a frequentare la giovane Marlynn Myers. Dopo nove mesi di fidanzamento, la coppia si sposò a settembre. Il padre di Marlynn era un ricco imprenditore proprietario di diversi ristoranti. Sempre nel 1964, Gacy ebbe la sua prima esperienza omosessuale: secondo quanto dichiarato da lui stesso, egli diede sfogo ai suoi impulsi quando, invitato a casa di un collega di lavoro, ubriaco insieme con lui sul divano, ebbe un rapporto orale consensuale con il ragazzo.

### Trasferimento nell'Iowa

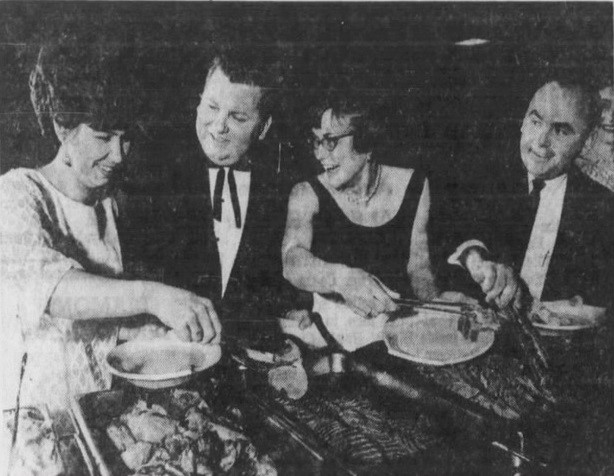
Gacy (secondo a sinistra), nella foto con la sua prima moglie (a sinistra) alla festa di Natale dei Waterloo Jaycees del 1967

Nel 1966, il suocero di Gacy gli offrì l'opportunità di dirigere tre ristoranti fast food della catena Kentucky Fried Chicken del quale era proprietario a Waterloo, nello stato dell'Iowa. L'offerta era molto vantaggiosa: 15.000 dollari all'anno più una percentuale sui profitti. Gacy accettò senza indugi e, dopo aver frequentato un corso manageriale formativo, si trasferì con la moglie a Waterloo. Qui, lavorando incessantemente, si rivelò un ottimo dirigente e, collaborando a diversi progetti di beneficenza, diventò ben presto una figura di spicco della comunità cittadina.
Gacy e la moglie ebbero due bambini durante la permanenza a Waterloo: Michael (nato nel marzo 1967) e Christine (venuta al mondo nell'ottobre 1968). Contemporaneamente Gacy cominciò a manifestare il suo orientamento sessuale fino ad allora represso: in particolare, socializzava solo con i dipendenti di sesso maschile facendo loro frequenti avance di carattere sessuale, ma giustificandole come scherzi se gli interessati le rifiutavano con sdegno. Gacy divenne anche un avido consumatore di materiale pornografico omosessuale.

## Attività criminali

### Primi reati
Nell'agosto 1967, Gacy commise la sua prima aggressione a scopo sessuale ai danni di un adolescente, il quindicenne Donald Voorhees Jr., figlio di un suo conoscente. Gacy attirò il ragazzo in casa sua con la promessa di fargli vedere dei film pornografici, poi fece ubriacare Voorhees e lo convinse a praticargli una fellatio. Svariati altri ragazzini furono molestati sessualmente da Gacy nei mesi seguenti, incluso un giovane che Gacy incoraggiò a far sesso con sua moglie, prima di costringerlo a un rapporto orale con lui stesso.
Nel marzo 1968, Donald Voorhees raccontò l'accaduto a suo padre, che informò immediatamente la polizia: Gacy venne arrestato e incriminato per molestie sessuali e sodomia in relazione a Voorhees e al tentato stupro di un sedicenne di nome Edward Lynch. Gacy negò fermamente ogni accusa e richiese di essere sottoposto al test della macchina della verità: la sua richiesta venne accolta, ma il risultato del test indicò che Gacy stava mentendo.
Nonostante le pesanti imputazioni a suo carico, Gacy continuò a negare ogni addebito insistendo di essere un perseguitato politico per la sua militanza nel Partito Democratico. Il 10 maggio 1968 venne comunque incarcerato con l'accusa di sodomia e il 30 agosto, mentre era stato rilasciato in attesa dell'udienza processuale, convinse dietro pagamento di 300 dollari uno dei suoi impiegati, il diciottenne Russell Schroeder, ad assalire violentemente Donald Voorhees Jr. per scoraggiare la testimonianza del ragazzo nell'imminente processo. All'inizio di settembre, Schroeder attirò Voorhees in una zona isolata del parco cittadino e lo pestò selvaggiamente urlandogli di non testimoniare contro Gacy al processo.
Voorhees informò la polizia dell'aggressione subita, identificando Schroeder come esecutore del pestaggio e facendolo arrestare il giorno dopo: anche se inizialmente egli negò qualsiasi accusa, Schroeder confessò in seguito di avere assalito Voorhees, indicando Gacy come mandante. Gacy fu quindi arrestato con l'aggravante di aver cercato di intimidire un testimone. Il 3 settembre, Gacy venne sottoposto a una visita psichiatrica all'Università statale dell'Iowa: due medici lo esaminarono nel corso di un periodo di osservazione durato 17 giorni, arrivando alla conclusione che l'imputato possedeva una "personalità asociale" ma che, essendo sano di mente, avrebbe potuto affrontare il processo.

### Primo arresto, detenzione e rilascio
Durante il processo, tenutosi il 7 novembre 1968, Gacy si dichiarò colpevole dell'accusa di sodomia nei confronti di Donald Voorhees, ma negò qualsiasi altra accusa circa Lynch, dichiarando di non essere assolutamente omosessuale bensì bisessuale. Gacy venne giudicato colpevole del reato di sodomia ai danni di un minorenne il 3 dicembre 1968 e condannato a 10 anni di carcere da scontarsi nel penitenziario di Anamosa. Il giorno stesso della condanna, la moglie di Gacy chiese il divorzio; naturalmente, John perse anche il posto come direttore dei ristoranti KFC del suocero.
In prigione Gacy si rivelò un detenuto modello. Dopo 18 mesi di carcere, il 18 giugno 1970, venne liberato sulla parola con dodici mesi di libertà condizionata. Dopo il rilascio, Gacy espresse la volontà di trasferirsi a Chicago per tornare a vivere con la madre (nel frattempo il padre era deceduto). Arrivò a Chicago il 19 giugno seguente e ottenne un lavoro come aiuto cuoco in un ristorante. Il 12 febbraio 1971 Gacy venne nuovamente accusato di aver molestato sessualmente un ragazzino: il giovane dichiarava di essere stato attirato da Gacy nella sua auto e che l'uomo aveva tentato di violentarlo.
L'accusa venne in seguito ritirata poiché il testimone non si presentò in aula. La commissione sulla libertà vigilata dello stato dell'Iowa non venne informata di questo episodio, pertanto Gacy fu rimesso completamente in libertà nell'ottobre 1971.
 Con l'aiuto finanziario di sua madre, Gacy comprò una casa al numero 8213 di West Summerdale Avenue a Norwood Park nell'agosto 1971. Poco tempo dopo Gacy e la madre si trasferirono nell'abitazione e Gacy incominciò a frequentare una donna di nome Carole Hoff, una signora divorziata con due figlie piccole: i due si sposarono il 1º luglio 1972.
Il 22 giugno 1972, Gacy venne ancora fermato dalla polizia con l'accusa di aver molestato un altro giovane fingendosi un agente di polizia, mostrando un distintivo falso, facendo entrare il giovane nella sua automobile e costringendolo a praticargli una fellatio in auto. Tutte le accuse furono però ritirate quando Gacy pagò lautamente il silenzio della famiglia del ragazzo.

### Imprenditore e impegno nel sociale

John Wayne Gacy con l'allora first lady Rosalynn Carter fotografati nel 1978

Nel 1972, Gacy lasciò il lavoro come cuoco e aprì la propria impresa edile, la PDM Contractors (PDM era l'acronimo delle parole "Painting, Decorating and Maintenance"). Inizialmente l'azienda si occupava di piccoli lavori di manovalanza e riparazione, ma, con il progredire degli affari, il business della società si ampliò fino a includere progetti e opere di costruzione vere e proprie.
Nel 1973, Gacy e un suo dipendente della PDM Contractors andarono in Florida per vedere una proprietà che Gacy aveva acquisito.
La prima notte dopo il loro arrivo in Florida, Gacy violentò il ragazzo nella loro stanza di hotel: come risultato, il giovane si rifiutò di continuare a stare nella stessa camera con Gacy e andò a dormire in spiaggia. Nel 1975, John aveva ormai apertamente confessato alla moglie la sua bisessualità. Il giorno della festa della mamma, dopo aver fatto l'amore con la moglie, egli informò la donna che non avrebbero mai più fatto sesso insieme: la coppia divorziò in maniera consensuale nel marzo 1976.
Contemporaneamente Gacy divenne molto attivo nel settore sociale della comunità, offrendosi di intrattenere i bambini durante le feste vestito da clown o facendo pulire gratuitamente gli uffici comunali dalla sua impresa. Da onorato e rispettato membro democratico della comunità di Chicago, il 6 maggio 1978 Gacy incontrò e si fece fotografare con l'allora First Lady, Rosalynn Carter, che firmò anche la foto con una dedica: "To John Gacy. Best wishes. Rosalynn Carter" ("A John Gacy. I migliori auguri. Rosalynn Carter").

#### Pogo il clown

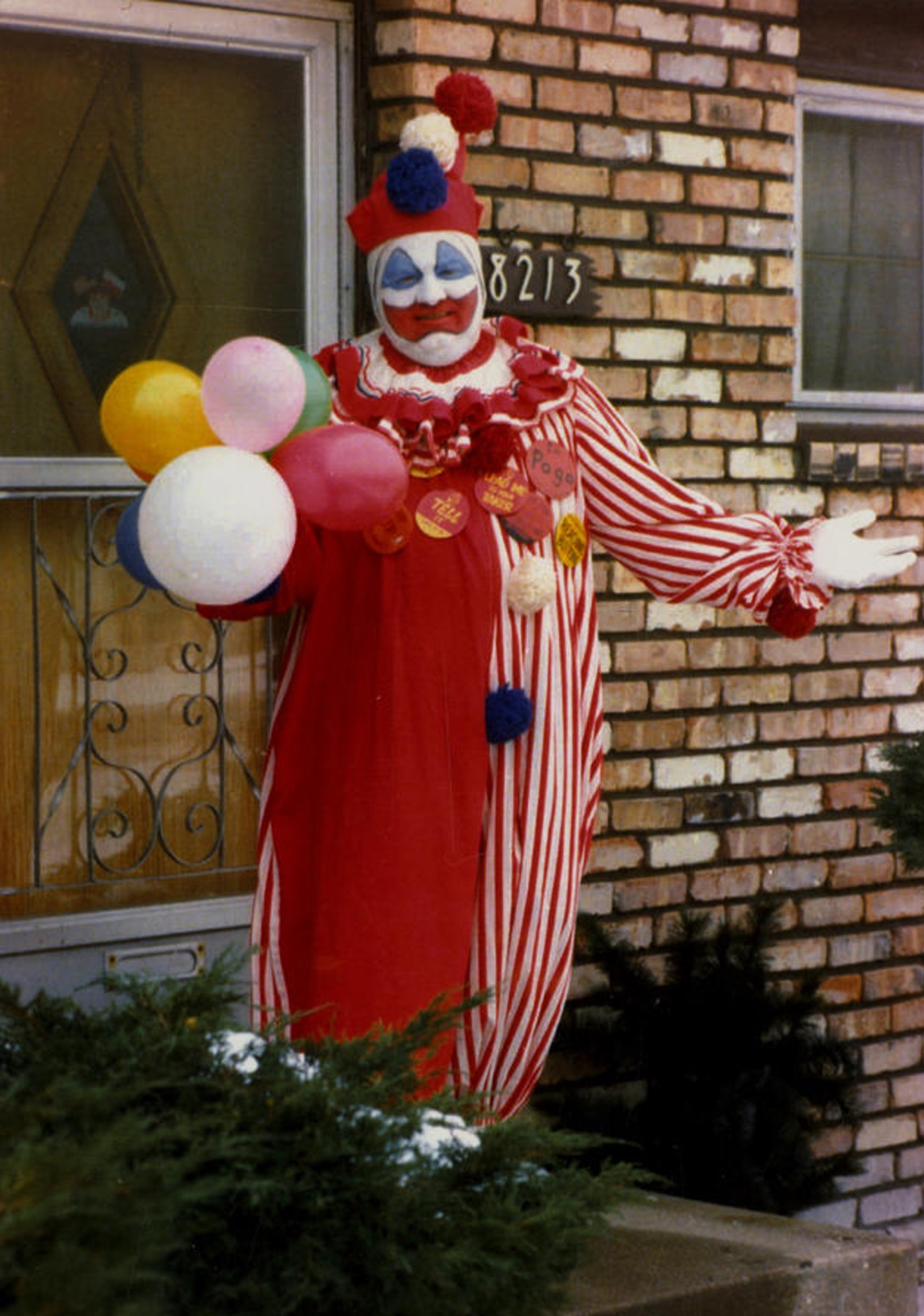
Gacy trasvestito da Pogo il clown, dicembre 1976

Gacy divenne membro di un "Jolly Joker Clown Club" i cui membri volontari, tutti mascherati da pagliacci, si esibivano regolarmente senza scopo di lucro in varie manifestazioni di beneficenza e negli ospedali dove davano spettacoli per i bambini malati. A fine 1975, Gacy creò il suo personaggio di "Pogo the Clown": si disegnava da solo i costumi e ideò il suo trucco personale. Gacy si esibì come Pogo nel corso di diverse feste e manifestazioni, ma non esistono prove concrete che abbia intrattenuto anche i bambini malati all'ospedale.

### Omicidi seriali
Il 2 gennaio 1972, Gacy prelevò il quindicenne Timothy Jack McCoy dalla fermata dell'autobus di Greyhound a Chicago. L'uomo portò McCoy, che stava viaggiando dal Michigan con destinazione Omaha, a fare un giro turistico di Chicago, per poi portarlo a casa sua con la promessa che lì avrebbe potuto passare la notte e che sarebbe stato riaccompagnato in tempo per prendere il primo autobus il giorno dopo. Successivamente Gacy disse di essersi svegliato la mattina seguente e di avere trovato McCoy in piedi sulla soglia della sua camera da letto con un coltello in mano.
Egli si alzò in maniera brusca dal letto e McCoy si spaventò subito, muovendo scompostamente in aria il coltello e ferendo inavvertitamente Gacy all'avambraccio (Gacy mostrò la cicatrice per supportare la sua tesi). John disarmò il ragazzo, gli sbatté la testa contro il muro della stanza, lo spinse contro l'armadio e gli si mise davanti. McCoy allora gli diede un calcio nello stomaco e Gacy lo afferrò, lottando con lui sul pavimento, e finì con l'accoltellarlo ripetutamente al petto, sedendosi a cavalcioni su di lui. Gacy testimoniò che, in seguito, aveva trovato in cucina una confezione di uova aperta e una fetta di bacon sul tavolo, e aveva capito che il ragazzo voleva preparare la colazione per entrambi; purtroppo aveva fatto l'errore di portare il coltello che stava usando quando si era recato a chiamare Gacy nella sua stanza. Gacy seppellì McCoy in cantina e poi coprì le tracce con del calcestruzzo.
Nel corso di un'intervista dopo l'arresto, Gacy asserì che, immediatamente dopo aver ucciso McCoy, si era sentito "totalmente prosciugato", rendendosi conto di aver avuto un orgasmo completo nell'atto di uccidere il giovane. In un'intervista successiva del 1980, egli aggiunse: «Fu allora che mi resi conto che la morte era l'emozione più grande». Il secondo omicidio di Gacy avvenne nel gennaio 1974: la vittima fu un adolescente non identificato dai capelli castani, di età tra i 15 e i 17 anni, che Gacy strangolò prima di rinchiuderne il corpo nell'armadio di casa sua. Il cadavere dello sconosciuto fu poi sepolto nel cortile di casa vicino alla zona barbecue.
Nel 1975 gli affari di Gacy andavano a gonfie vele; per sua stessa ammissione, cominciò a lavorare 12-16 ore al giorno per riuscire a far fronte a tutte le commissioni che la sua impresa di costruzioni riceveva. La maggior parte dei suoi operai era costituita da giovani studenti delle superiori alquanto squattrinati. Uno di questi era il quindicenne Tony Antonucci, assunto da Gacy nel maggio del 1975. A luglio, Gacy si recò a casa del giovane, in malattia per un infortunio al piede occorsogli sul lavoro il giorno precedente, mentre questi era solo. Gacy fece ubriacare il giovane, lottò per scherzo con lui sul pavimento e gli legò le mani dietro la schiena con un paio di manette. La manetta sul polso destro di Antonucci era però allentata: il ragazzo riuscì a liberarsi appena Gacy lasciò la stanza. Quando John ritornò, il giovane lo colpì violentemente e lo mise al tappeto, riuscendo ad ammanettarlo a sua volta.
Gacy urlò insulti e imprecazioni, poi si calmò e promise di andarsene e lasciare in pace Antonucci se lui lo avesse liberato. Il giovane acconsentì e Gacy lasciò la casa. Una settimana dopo il fallito assalto ad Antonucci, il 29 luglio 1975, un altro degli operai di Gacy, il diciassettenne John Butkovitch, scomparve. Il giorno prima della sparizione, Butkovitch aveva chiesto a Gacy il pagamento di due settimane di paga arretrata. Gacy ammise di aver invitato Butkovitch a casa sua mentre la moglie e i figli erano in visita da sua sorella in Arkansas, apparentemente per risolvere la questione degli arretrati dello stipendio. John uccise il giovane, lo violentò e poi seppellì il cadavere in garage.
La seconda moglie di Gacy divorziò da lui otto mesi dopo e Gacy cominciò a uccidere più di frequente avendo adesso la casa tutta per sé. Tra l'aprile e l'agosto 1976 il killer uccise almeno otto giovani, due dei quali ancora non identificati. Sette di questi ragazzi furono seppelliti nella cantina di Gacy, quattro dei quali in una fossa comune sotto il locale lavanderia. Il 26 luglio 1976 Gacy spostò la sua attenzione sul suo impiegato di nome David Cram, 18 anni. Il 21 agosto Cram andò a casa sua. Il giorno dopo, Gacy ammanettò il ragazzo mentre era stordito dall'alcool.
Imprigionato Cram, informò il giovane che aveva intenzione di violentarlo. Cram, che aveva passato un anno nell'esercito e aveva appreso l'autodifesa, diede un calcio in faccia al suo aguzzino e si liberò dalle manette. Un mese dopo, Gacy tornò a infastidire Cram con le sue avance ma senza successo: Cram si licenziò dal lavoro e lasciò la PDM Contractors. Si pensa che altri due giovani non identificati siano stati uccisi tra agosto e ottobre 1976: uno di questi venne sepolto in una fossa direttamente sul cadavere di William Carroll, ucciso il 13 giugno precedente.
Il 24 ottobre 1976, Gacy adescò e uccise due teenager di nome Kenneth Parker e Michael Marino: i due amici furono visti per l'ultima volta all'esterno di un ristorante in Clark Street. Entrambi furono violentati, strangolati e sepolti nella stessa fossa. Due giorni dopo, William Bundy, operaio diciannovenne della PDM Contractors, scomparve nel nulla, dopo aver detto alla famiglia che stava per andare a una festa. Anche Bundy venne sepolto nelle fondamenta della casa, direttamente dietro la camera da letto di Gacy.
Nel dicembre 1976, un altro impiegato della PDM, Gregory Godzik, scomparve, dopo che aveva lavorato per la PDM per sole tre settimane. I genitori e la sorella maggiore del ragazzo, in cerca di notizie, contattarono Gacy, il quale riferì che Greg gli aveva confidato di voler scappare di casa. Gacy disse anche di aver ricevuto un messaggio sulla segreteria telefonica da parte del ragazzo poco tempo dopo la scomparsa. Quando però la famiglia gli chiese di ascoltare questo messaggio, Gacy affermò di averlo ormai cancellato.
Il 20 gennaio 1977 John Szyc, diciannovenne amico di Butkovich, Godzik, e Gacy, scomparve: Szyc fu attirato da Gacy in casa sua con il pretesto di voler comprare la sua Plymouth Satellite. Venne sepolto accanto al corpo di Godzik. Gacy rivendette l'auto di Szyc a un altro dei suoi lavoranti, tale Michael Rossi. Tra il dicembre 1976 e il marzo 1977, Gacy uccise un uomo non identificato di circa 25 anni. Il suo cadavere venne sepolto accanto a quello del ventenne Jon Prestidge, un ragazzo del Michigan in visita a degli amici di Chicago, che Gacy aveva ucciso il 15 marzo. Dopo l'omicidio di Prestidge, si pensa che Gacy abbia ucciso ancora un altro giovane sconosciuto rinvenuto cadavere nel suo cortile, ma non si conosce la dinamica esatta dell'accaduto.
Nel maggio 1977, Gacy uccise Matthew Bowman, 19 anni. Venne sepolto in cortile con la corda utilizzata per strangolarlo ancora al collo. Nell'agosto 1977 emerse un indizio circa la sparizione di John Szyc, quando l'operaio al quale Gacy aveva venduto l'auto del giovane venne arrestato per furto di benzina da una pompa di rifornimento: il poliziotto notò la targa del veicolo e risalì fino a Gacy. Interrogato, Gacy disse agli agenti che Szyc gli aveva venduto la macchina a febbraio perché aveva bisogno di denaro per lasciare la città. La polizia non ritenne di indagare ulteriormente.
Tra settembre e dicembre 1977, Gacy assassinò altri sei giovani uomini di età compresa tra i 16 e i 21 anni, inclusi due marines e il figlio di un sergente della polizia di Chicago. Il 30 dicembre 1977, Gacy adescò uno studente diciannovenne di nome Robert Donnelly, incontrato presso una fermata d'autobus a Chicago. Portò Donnelly a casa con lui, lo violentò e lo torturò ripetutamente infliggendogli svariate sevizie; dopo svariate ore di supplizio, Gacy portò Donnelly sul posto di lavoro, gli slegò le mani, e incredibilmente lo lasciò libero di andarsene. Donnelly raccontò degli abusi subiti, e Gacy venne interrogato dalla polizia circa l'accaduto il 6 gennaio 1978: egli ammise di aver fatto sesso sadomaso con Donnelly, ma insistette sul fatto che il giovane era consenziente. La polizia gli credette e non fu sporta denuncia di reato.
Il mese seguente, Gacy uccise William Kindred, 19 anni, che scomparve il 16 febbraio 1978 dopo aver detto alla propria fidanzata che andava a passare la serata in un bar. Kindred fu l'ultima vittima di Gacy a essere sepolta nella sua proprietà, dato che le successive saranno da lui gettate nel fiume Des Plaines. Nel marzo 1978, Gacy diede un passaggio sulla sua auto al ventiseienne Jeffrey Rignall. Appena entrato nell'auto, il ragazzo venne addormentato con del cloroformio e portato a Summerdale, dove fu sodomizzato e torturato con vari strumenti; anche Rignall fu poi rilasciato da Gacy. Nuovamente la polizia venne informata dell'accaduto, ma decise di non investigare su Gacy.

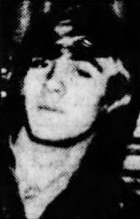
Il primo ragazzo ucciso da Gacy, Timothy McCoy.

### Le vittime
| Nome                            | Anni             | Scomparsa             |
| ------------------------------- | ---------------- | --------------------- |
| Timothy McCoy                   | 16               | 3 gennaio 1972        |
| ignoto                          | tra i 14 ed i 18 | 1974                  |
| John Butkovitch                 | 18               | 31 luglio 1975        |
| Darrell Sampson                 | 18               | 6 aprile 1976         |
| Randall Reffett                 | 15               | 14 maggio 1976        |
| Sam Stapleton                   | 14               | 14 maggio 1976        |
| Michael Bonnin                  | 17               | 3 giugno 1976         |
| William Carroll                 | 16               | 13 giugno 1976        |
| ignoto                          | tra i 23 ed i 30 | estate 1976           |
| James Haakenson                 | 16               | 5 agosto 1976         |
| Rick Johnston                   | 17               | 6 agosto 1976         |
| ignoto                          | tra i 18 ed i 22 | estate/autunno 1976   |
| ignoto                          | tra i 15 ed i 24 | estate/autunno 1976   |
| Kenneth Parker e Michael Marino | 16 e 14          | 24 ottobre 1976       |
| William Bundy                   | 19               | 26 ottobre 1976       |
| Francis Wayne Alexander         | 21               | 1 dicembre 1976       |
| Gregory Godzik                  | 17               | 12 dicembre 1976      |
| John Szyc                       | 19               | 20 gennaio 1977       |
| Jon Prestidge                   | 20               | 15 marzo 1977         |
| ignoto                          | tra i 17 ed i 21 | primavera/estate 1977 |
| Matthew Bowman                  | 19               | 5 luglio 1977         |
| Robert Gilroy                   | 18               | 15 settembre 1977     |
| John Mowery                     | 19               | 25 settembre 1977     |
| Russell Nelson                  | 21               | 17 ottobre 1977       |
| Robert Winch                    | 16               | 10 novembre 1977      |
| Tommy Boling                    | 20               | 18 novembre 1977      |
| David Talsma                    | 19               | 9 dicembre 1977       |
| William Kindred                 | 19               | 16 febbraio 1978      |
| Timothy O'Rourke                | 20               | giugno 1978           |
| Frank Landingin                 | 19               | 4 novembre 1978       |
| James Mazzara                   | 20               | 24 novembre 1978      |
| Robert Piest                    | 15               | 11 dicembre 1978      |

### Arresto finale e condanna

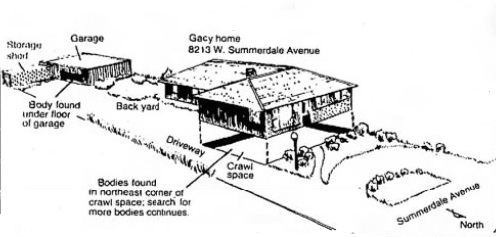
Diagramma della residenza di Gacy a Norwood Park, raffigurante le dimensioni del suo vespaio.

L'11 dicembre 1978 il quindicenne Robert Piest scomparve dal luogo di lavoro, una farmacia di Chicago. Prima di sparire, però, Piest aveva raccontato a parenti e amici di aver conosciuto il gioviale titolare della PDM, l'impresa che aveva da poco ristrutturato il negozio, e che l'uomo gli aveva offerto un posto di lavoro nella sua ditta; infine aveva precisato che avrebbe dovuto incontrarlo a casa sua la sera della scomparsa. La polizia si recò quindi a casa di Gacy per interrogarlo e riconobbe immediatamente il tanfo nauseabondo dei corpi in putrefazione, che Gacy giustificava con la scusa di avere problemi al sistema fognario. Lo scenario dei corpi all'interno della cantina fu particolarmente scioccante. Alla notizia del suo arresto, la comunità cittadina fu sbigottita e incredula: Gacy era infatti conosciuto da tutti come un uomo generoso, grande lavoratore e amichevole, nonché un devoto padre di famiglia.
In prigione Gacy tentò di invocare l'infermità mentale, incolpando dei delitti il suo alter ego malvagio, tale "Jack", ma senza riuscire a convincere gli psichiatri del carcere, che lo giudicarono in grado di intendere e volere. In seguito Gacy confessò alla polizia di aver gettato in totale altri cinque cadaveri di sue vittime giù dal ponte della I-55 sul fiume Des Plaines nel 1978, prima di essere arrestato definitivamente. Dopo un processo iniziatosi nel febbraio 1980, il 13 marzo dello stesso anno John Wayne Gacy venne riconosciuto colpevole di omicidio plurimo e condannato a morte.

## Detenzione

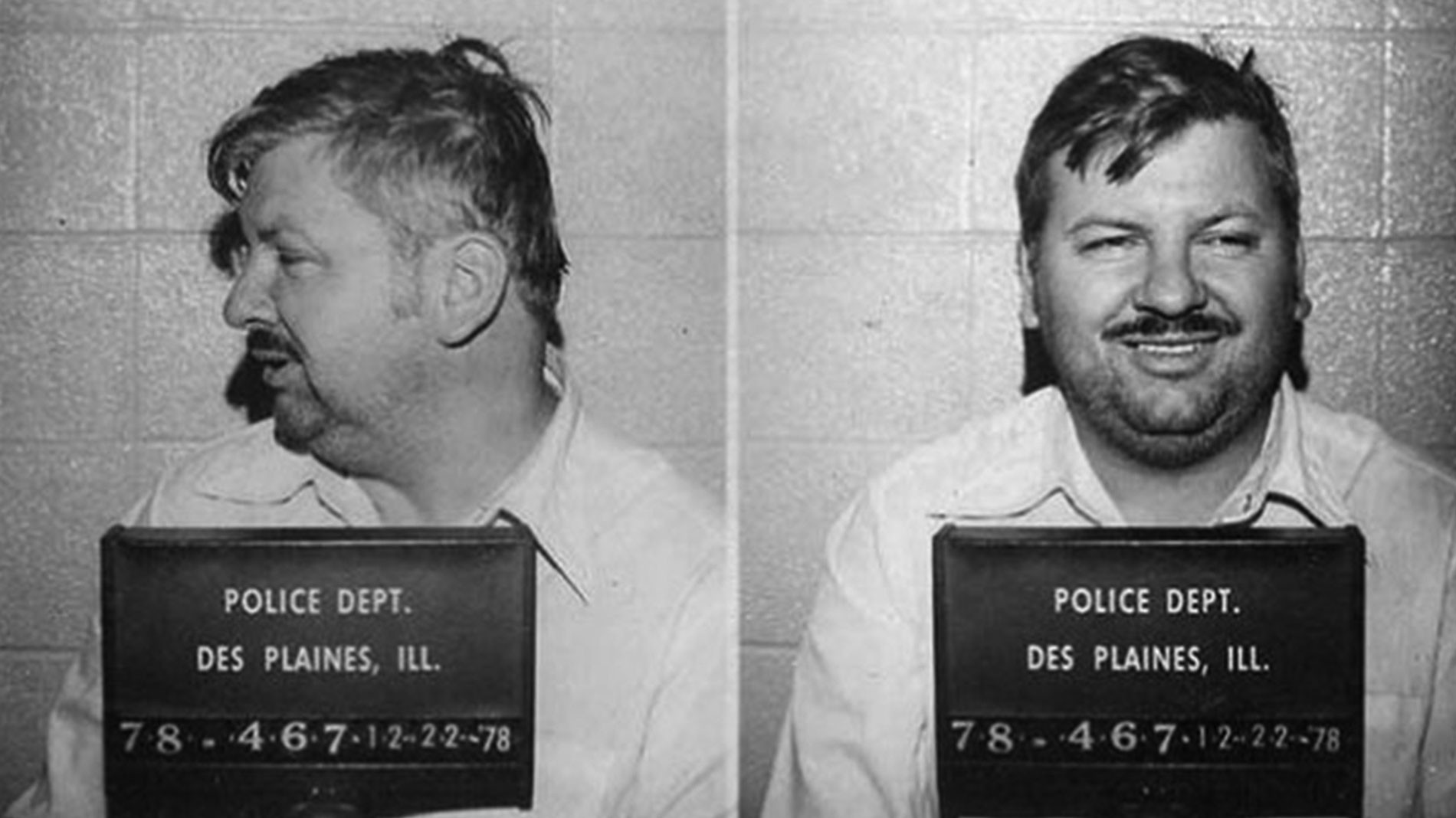
Foto segnaletica di John Wayne Gacy.

Dopo la sentenza di colpevolezza, lo Stato dell'Illinois trasferì Gacy nel Menard Correctional Center di Chester, dove il prigioniero rimase per 14 anni nel braccio della morte. In prigione, Gacy incominciò a dipingere: i soggetti delle sue opere erano svariati, anche se principalmente ritraevano pagliacci, alcuni dei quali erano suoi autoritratti nelle vesti di "Pogo". Molti dei suoi dipinti furono venduti nel corso di varie aste, con prezzi oscillanti tra i 200 e i 20.000 dollari.
Mentre era detenuto in attesa dell'esecuzione, Gacy fece numerosi appelli per commutare la sentenza in carcere a vita, ma furono tutti respinti. Il prigioniero continuò ad affermare insistentemente di essere "a conoscenza" di soli cinque omicidi: quelli di McCoy, Butkovitch, Godzik, Szyc e Piest, e che gli altri 28 assassinii attribuiti a lui erano in realtà stati commessi da suoi impiegati che erano in possesso delle chiavi della sua abitazione mentre egli era fuori città in viaggio per affari.
Nell'estate del 1984, la Corte Suprema dell'Illinois stabilì che il condannato sarebbe stato messo a morte per mezzo di una iniezione letale il 14 novembre seguente; Gacy ricorse in appello contro la decisione, riuscendo a far spostare la data dell'esecuzione. Dopo un ultimo appello respinto nell'ottobre 1993, la Corte Suprema fissò la data dell'esecuzione definitiva per il 10 maggio 1994. Secondo rapporti medici, John Wayne Gacy era uno psicopatico che non mostrava alcun rimorso per i crimini commessi.

## Morte
John Wayne Gacy fu giustiziato il 10 maggio 1994 per mezzo di un'iniezione letale endovenosa, pochi minuti dopo la mezzanotte. La sentenza venne eseguita nella Stateville Prison di Joliet, Illinois. Dopo i funerali, il suo corpo venne cremato.
L'ultima dichiarazione al suo avvocato prima dell'esecuzione fu: «Prendervi la mia vita non compenserà la perdita di quelle altre»; inoltre, accusò lo Stato di assassinarlo. Le ultime parole del condannato prima della morte furono semplicemente: «Baciatemi il culo!» (Kiss my ass!).

## Dipinti

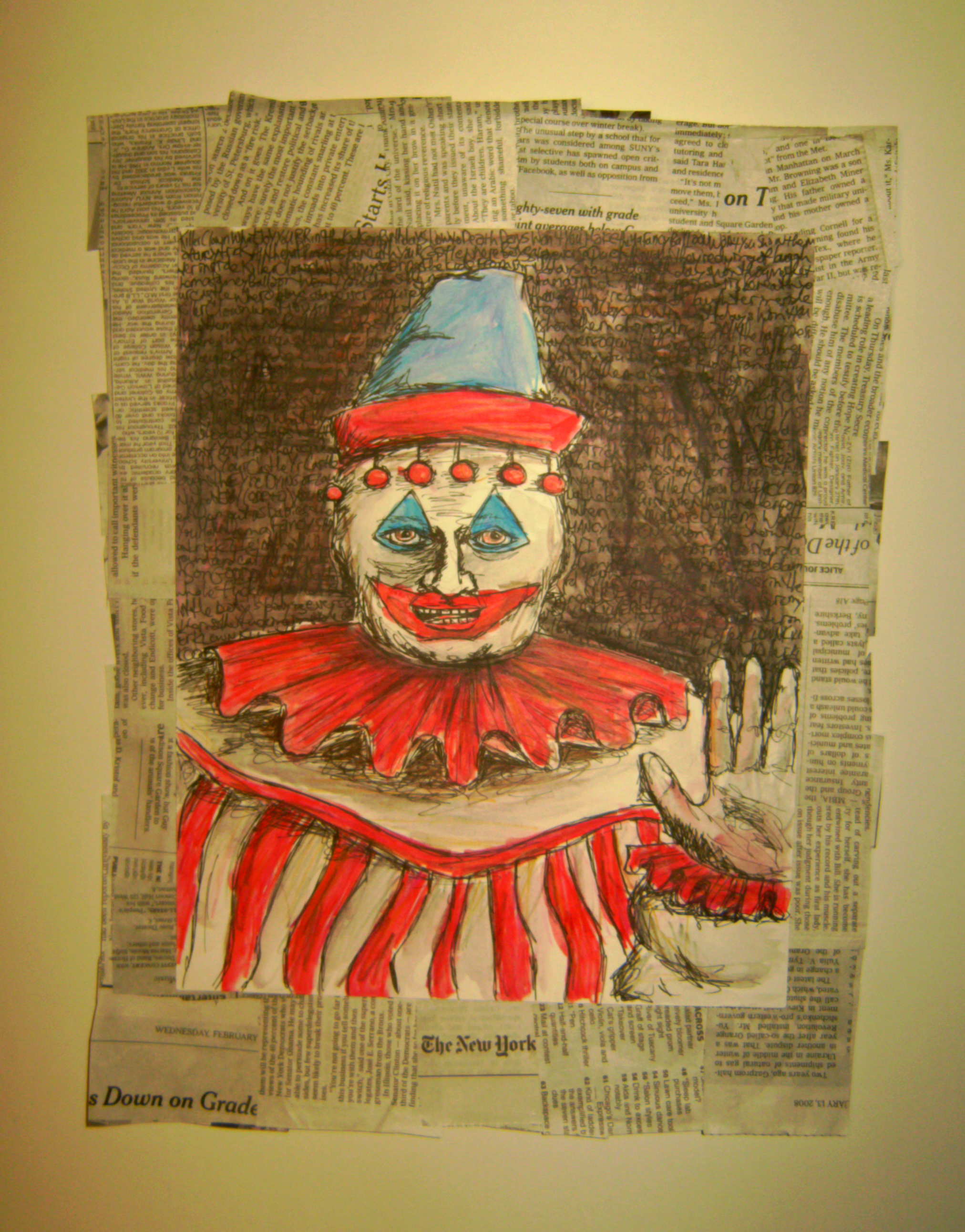
Un disegno raffigurante John Wayne Gacy nelle vesti di "Pogo il clown".

Nei mesi seguenti al decesso di Gacy, molti dei quadri (per la maggior parte raffiguranti clown tristi e malinconici) che egli aveva dipinto nel corso della lunga permanenza in carcere furono messi all'asta. Diciannove dipinti furono messi in vendita dal solo Steve Koschal, che li aveva commissionati di persona a Gacy mentre questi era in carcere. Alcuni quadri furono acquistati con il solo scopo di essere distrutti dall'acquirente stesso: 25 opere furono bruciate nel giugno 1994 a Naperville, Illinois, nel corso di un falò pubblico a cui presero parte circa 300 persone, inclusi alcuni dei familiari delle vittime di Gacy.
Mostre delle opere di Gacy si sono succedute fin dagli anni ottanta attirando curiosi attratti dal fascino sinistro dell'autore. Gacy reagì alle critiche adducendo il fatto che egli non traeva profitto alcuno dal ricavato delle mostre, e che le sue opere venivano mostrate al pubblico con l'unico scopo di "portare gioia nella vita delle persone".
Nel 2011 la Arts Factory Gallery di Las Vegas vendette l'autoritratto di Gacy intitolato Goodbye Pogo per 4.500 dollari, e altre 73 opere del serial killer, tra disegni, schizzi, dipinti e registrazioni audio furono tutte vendute per beneficenza. Il ricavato fu donato a diverse organizzazioni. Il National Center for Victims of Crime, una delle associazioni beneficiarie, chiese però che la galleria d'arte non citasse il nome dell'organizzazione.

## Nella cultura di massa
- È stato girato anche un film su J. W. Gacy dal titolo Gacy (2003) diretto da Clive Saunders. Tra gli attori che parteciparono al film: Charlie Weber, Mark Holton e Adam Baldwin.
- Il cantante hardcore punk GG Allin fu uno dei pochi interlocutori di John Wayne Gacy durante la permanenza di quest'ultimo in carcere.
- Nell'album Come On Feel the Illinoise di Sufjan Stevens è presente una canzone intitolata proprio John Wayne Gacy.
- Nella copertina del primo album del gruppo sludge Acid Bath, intitolato When the Kite String Pops, viene raffigurato Gacy nelle vesti di Pogo the clown in cartone animato.
- Il brano Gacy's Lot dei Macabre, contenuto nel disco Sinister Slaughter del 1993, è incentrato sulla figura di John Wayne Gacy.
- Nell'episodio n. 11 della decima stagione di South Park, intitolato Inferno sulla terra 2006, compare Gacy sotto forma di cartone animato, insieme ad altri due serial killer statunitensi, Ted Bundy e Jeffrey Dahmer. I tre devono andare a recuperare una torta a forma di Ferrari per la festa di Satana, ma finiscono per combinare un guaio, facendo una vera e propria parodia dei Three Stooges.
- Uno dei membri del gruppo metal Marilyn Manson adottò il nome d'arte "Madonna Wayne Gacy", creato unendo il nome della popolare cantante pop con quello del serial killer.
- Nel 2010 è stato prodotto il film tv Dear Mr. Gacy, con William Forsythe nel ruolo di John Wayne Gacy. Il film è basato sul libro The Last Victim di Jason Moss.[70]
- Nella serie televisiva Prison Break, la cella di Lincoln (protagonista della serie) è la stessa nella quale fu incarcerato John Wayne Gacy; per questo motivo quasi tutto il cast si è rifiutato di entrare in quella cella, sostenendo che fosse "posseduta".[71] Inoltre, analogamente alla storia di Gacy, durante la serie Don Self pronuncia come sue ultime parole la frase "Kiss my ass" ("Baciatemi il culo"), prima che gli venga iniettato un siero che lo porterà in stato vegetativo per il resto della sua vita.
- Nella serie horror antologica American Horror Story: Hotel, il personaggio di John Wayne Gacy, interpretato da John Carroll Lynch, fa visita nell'Hotel in cui è ambientata la vicenda.
- Nell'album Octagon della band svedese Bathory vi è la canzone 33 Something, che tratta del serial killer statunitense.
- Nella versione 2.0 del videogioco Dead by Daylight compare un killer ("Il Clown") ispirato a Gacy.
- Nella docuserie Conversazioni con un killer: Il caso Gacy, prodotta da Netflix e resa disponibile dal 20 aprile 2022, viene raccontata la biografia del killer attraverso testimonianze di persone che hanno avuto a che fare con lui direttamente o indirettamente.[72]
- Nella miniserie Dahmer - Mostro: la storia di Jeffrey Dahmer prodotta da Netflix nel 2022, Gacy (interpretato da Dominic Burgess) fa un cameo nell'ultimo episodio.[73]
- Nella miniserie televisiva statunitense del 2021 Dexter: New Blood, sequel della serie Dexter (2006-2013), e in particolare nella decima puntata, I peccati del padre,  appare un serial killer, clown di professione, "probabilmente" ispirato a John Wayne Gacy, il tristemente famoso "Pogo il Clown", il pagliaccio killer.[74]
- Il film del 2024 Gacy: Serial Killer Next Door è basato sulla storia di John Wayne Gacy.